# Zavitinskij rajon
Il Zavintinskij rajon (in russo Завитинский район?) è un rajon dell'Oblast' dell'Amur, nella Russia asiatica; il capoluogo è Zavitinsk.

## Centri abitati
- Zavitinsk
- Novoalekseevka
- Červonaja Armija
- Albazinka
- Platovo
- Antonovka
- Lenino
- Belyj Jar
- Boldyrevka
- Abramovka
- Verchneil'inovka
- Innokent'evka
- Dem'janovka
- Ivanovka
- Kuprijanovka
- Podolovka
- Fëdorovka
- Preobraženovka
- Valuevo
- Deja
- Uspenovka
- Kamyšenka